# Benoît Paul-Émile Clapeyron
Benoit Paul Émile Clapeyron (Paris, 26 de janeiro de 1799 — Paris, 28 de janeiro de 1864) foi um engenheiro e físico-quimico francês. Foi um dos fundadores da termodinâmica e desenvolveu os estudos de Nicolas Léonard Sadi Carnot.

## Vida
Clapeyron estudou na École Polytechnique e na École Nationale Supérieure des Mines de Paris e dois anos após ter iniciado seus estudos já estava atuando como engenheiro de minas. Em 1820 mudou-se para São Petersburgo, para lecionar na École des Travaux Publics. Esta escola tinha tido grande impulso desde 1809, quando o Imperador Alexandre I criou um corpo de engenheiros responsável pelo estudo de estradas, pontes e armas. 
Enquanto estava na Rússia, escreveu diversos artigos junto com Gabriel Lamé. Estes artigos foram publicados principalmente no Journal des voies de communication de Saint-Pétersbourg, no Journal du génie civil e no Bulletin Ferussac. 
Retornou a Paris somente após a Revolução de Julho de 1830, supervisionando a construção da primeira via férrea francesa. Nesta época Clapeyron casou-se com Mélanie Bazaine, filha de Pierre-Dominique Bazaine (matemático e engenheiro de pontes e canais), e irmã mais velha de Pierre-Dominique (Adolphe) Bazaine (engenheiro ferroviário) e François Achille Bazaine (Marechal de França). Clapeyron e Lamé entraram no negócio de construção de estradas de ferro bem cedo (1823). 
Em 1833 foi liberada uma grande verba de 500 000 francos para um estudo dos vários problemas que eram encontrados na construção de estradas de ferro. Isso incluiu até mesmo um intercâmbio entre engenheiros americanos e ingleses. Clapeyron então concebeu a ideia da estrada que conecta Paris a Versailles e Saint-Germain. Mas enquanto esperava pela verba foi lecionar em St. Étienne na École de Mineurs. Em 1835 quando a verba foi liberada Clapeyron e Lamé foram colocados como responsáveis pela direção da obra.

## Contribuição de Clapeyron para a Química
Sua principal contribuição para a química foi na Termodinâmica. Formulou a equação dos gases perfeitos, que é a conhecida Equação de Clapeyron e também a constante R dos gases perfeitos. 
O estudo deste cientista era uma aplicação do princípio de Sadi Carnot, desenvolvido por Carnot (1824). Os trabalhos de Carnot não eram aceitos na época. Quando foi publicado o estudo de Clapeyron, que transformou a análise verbal feita por Carnot em um simbolismo de cálculo, a comunidade científica teve maior aceitação da Teoria de Carnot.

## Equação de Clapeyron
Reunindo as leis experimentais de Boyle-Mariotte, Charles, Gay-Lussac e Avogadro  que permite calcular a variação da pressão com a temperatura numa substância que se encontre em equilíbrio entre duas fases, estabelecendo relações entre as variáveis de um gás – Clapeyron chegou à seguinte equação:
{\displaystyle PV=nRT}
A expressão PV = nRT, em que P,V e T indicam respectivamente a pressão, o volume e a temperatura absoluta de certa massa de gás ideal, R representa a constante dos gases perfeitos (R=8,314 kJ/kmol K) e n o número de moles. 
Sendo que,
- R: constante universal dos gases perfeitos. Seu valor depende das unidades utilizadas para medir as variáveis de estado;
- p: pressão;
- V: volume;
- T: temperatura;
- n: número de mols.

A "equação de Clapeyron" é a equação de estado dos gases perfeitos.

## Obras
- G. Lamé e B.P.E. CLAPEYRON, Mémoire sur les chemins de fer considérés sous le point de vue de la défense des territories (1832).
- E. Flacht e B.P.E. CLAPEYRON, Vues politiques et pratiques sur les travaux publics (1832).
- B.P.E. CLAPEYRON , Experiences faites sur le chemin de fer de St. Germain avec une nouvelle locomotive (1846).
- B.P.E. CLAPEYRON , Calcul d'une poutre élastique repousant librement sur des appuis inégalement espacés (1846).
- B.P.E. CLAPEYRON , Mémoire sur le travail des forces élastiques dans un corps solide déformé par l'action de forces exterieures (1858).
- B.P.E. CLAPEYRON , Mémoire sur le réglement des tirois dans les machines á vapeur (1842).
- B.P.E. CLAPEYRON , Mémoire sur la puissance motrice de la chaleur (1834).